# Sayouba Mandé
Sayouba Mandé (Abidjan, 15 de junho de 1993), é um futebolista Marfinense que atua como goleiro. Atualmente, joga pelo Stabæk.

## Carreira
Sayouba Mandé representou o elenco da Seleção Marfinense de Futebol no Campeonato Africano das Nações de 2015 e 2017.

## Títulos
Costa do Marfim
- Campeonato Africano das Nações: 2015